# Марк Видука
Марк Ентони Видука (енгл. Mark Anthony Viduka; 9. октобар 1975, Мелбурн) је бивши аустралијски фудбалер хрватског порекла. Последњи клуб за који је играо је Њукасл јунајтед.

## Каријера
Видука је каријеру почео у екипи Мелбурн најтса за коју је наступао две сезоне у којима је био најбољи стрелац првенства. Из Мелбурн најтса одлази у Хрватску, у Динамо Загреб са којим је освојио три дупле круне.
Децембра 1998. прелази у екипу Селтика. У почетку се није уклопио у нову средину па је прилику да дебитује добио тек после два месеца. Другу сезону проведену у Шкотској је одиграо у доброј форми и у листу стрелаца се уписао 27 пута.
На инсистирање тренера Дејвида Олирија долази као велико појачање у Лидс јунајтед. Олиријев план је био да створи снажан напад у којем би поред Видуке играли Хари Кјуел, Мајкл Бриџиз и Роби Кин. Због финансијских проблема клуб је принуђен да прода своје најбоље играче. Након испадања Лидс јунајтеда из Премијер лиге 2004. године Видука прелази у Мидлсбро са којим стиже до финала Купа УЕФА у којем су поражени од Севиље, у сезони 2005/06.
Након што је одбио да продужи уговор са Мидлсбром, прелази у Њукасл јунајтед без обештећења. Честе повреде су га спречиле да се устали у стартној постави па у Њукаслу утакмице углавном почиње са клупе за резервне играче.

## Репрезентација
За сениорску репрезентацију Аустралије је одиграо 43 утакмица и постигао 11 голова. Учествовао је на светском првенству 2006. током којег је носио капитенску траку, уместо повређеног Крејга Мура.